# Паллант (син Пандіона)
Паллант (грец. Πάλλας) — син Пандіона, брат Егея, якого вбив Тесей.